# Gregory Tara Hari

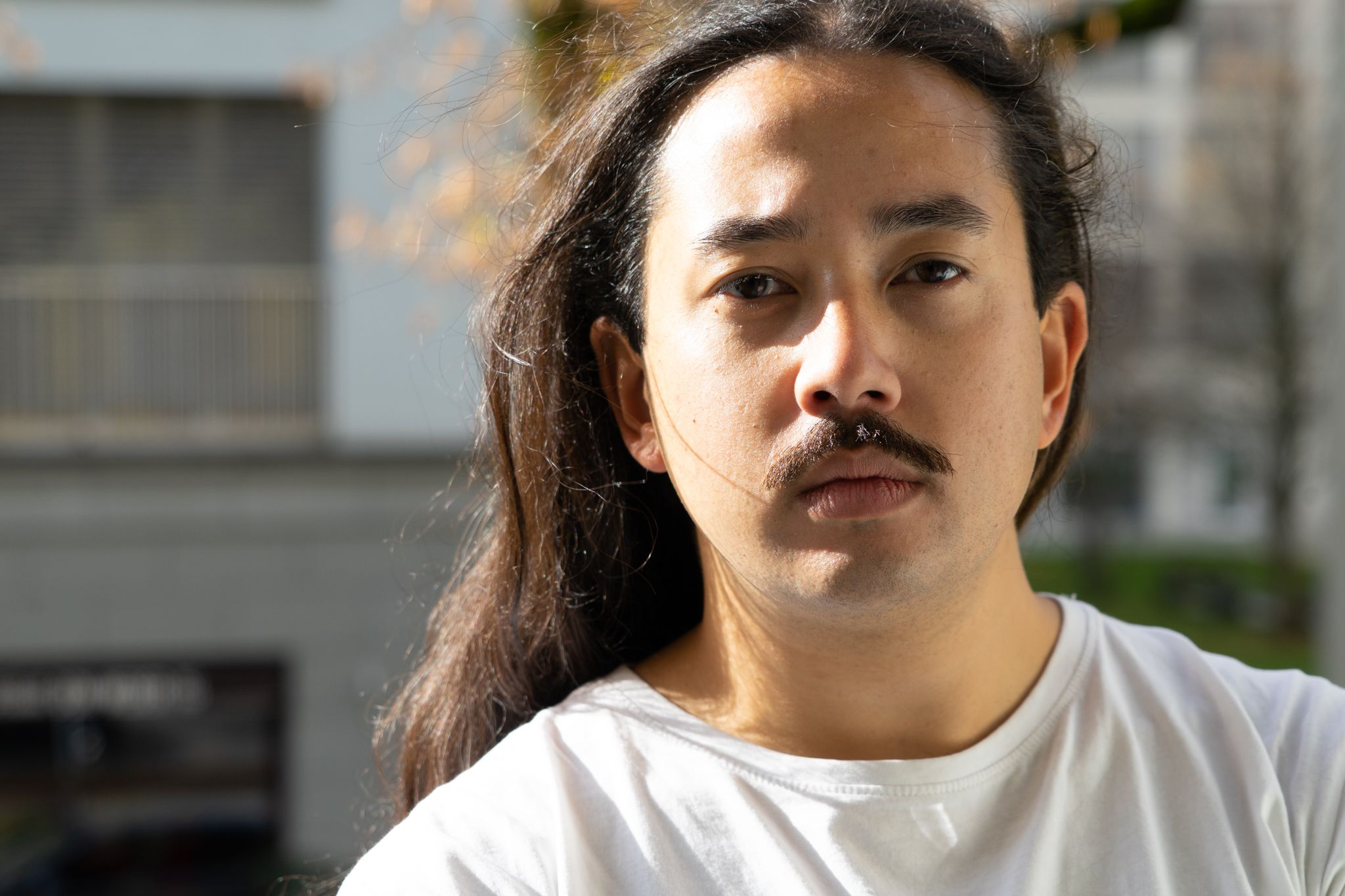
Gregory Hari

Gregory Tara Hari (* 1993 in Richterswil) ist ein Schweizer Künstler und Schauspieler, der in Zürich lebt und arbeitet. Seine künstlerische Praxis umfasst ein breites Spektrum von Medien, darunter Performance, Malerei, Zeichnung, Fotografie, Video und Skulptur. Hari setzt sich in seinen Arbeiten mit politischen und sozialen Themen auseinander, wobei er oft historische Ereignisse und aktuelle Debatten miteinander verwebt.

## Biografie
Gregory Hari absolvierte von 2016 bis 2020 seinen Master of Arts in Fine Arts an der Hochschule für Gestaltung und Kunst (FHNW) in Basel/Münchenstein. Davor studierte er von 2012 bis 2015 an der F+F Schule für Kunst und Design in Zürich und besuchte zuvor einen Vorkurs an derselben Institution. Ausserdem verbrachte er das erste Lehrjahr als Damenschneider bei StoffArt in Schwyz.
Neben seiner Arbeit als bildender Künstler ist Hari gelegentlich als Schauspieler von Nebenrollen in der Schweiz produzierter Filme tätig. Er spielte eine Rolle im Schweizer Drama-Film 99 Moons.
Hari ist bekannt für seine interdisziplinären Ansätze, die oft die Grenzen traditioneller Kunstformen überschreiten. Seine Werke sind geprägt von einer tiefen Auseinandersetzung mit sozialen, kulturellen und politischen Themen. Er nutzt eine Vielzahl von Medien, darunter Performance, Skulptur, Malerei, Zeichnung, Fotografie und Video, um komplexe Konzepte darzustellen und den Betrachtern ein intensives Erlebnis zu bieten. Auffällig ist seine Fähigkeit, Alltagsgegenstände und -situationen in einen künstlerischen Kontext zu überführen und somit neue Bedeutungen zu schaffen.

## Ausstellungen und Projekte
Hari hat seine Arbeiten in zahlreichen Einzel- und Gruppenausstellungen präsentiert, sowohl in der Schweiz als auch international. Darunter sind Auftritte bei den Swiss Art Awards, dem Helvetia Kunstpreis und dem Performancepreis Schweiz. Seine Werke wurden unter anderem im Helmhaus, Zürich, der Kunsthalle Zürich und dem Kunstmuseum Basel Gegenwart gezeigt. Er hat an Biennalen und internationalen Kunstmessen teilgenommen.

## Auszeichnungen
Hari hat an internationalen Residenzen in Paris, Kapstadt und Beirut teilgenommen und erhielt mehrere Auszeichnungen.
- 2020/2021: Pro Helvetia Johannesburg, Kapstadt (Südafrika)[4]
- 2023: Kiefer Hablitzel I Göhner Kunstpreis, Swiss Art Awards, Basel, Preisträger[3][5]